# (225238) Hristobotev
(225238) Hristobotev est un astéroïde de la ceinture principale.

## Description
(225238) Hristobotev est un astéroïde de la ceinture principale. Il fut découvert le 17 août 2009 à Zvezdno Obshtestvo par Filip Fratev. Il présente une orbite caractérisée par un demi-grand axe de 2,40 UA, une excentricité de 0,20 et une inclinaison de 1,0° par rapport à l'écliptique.
Il est nommé d'après le héros national bulgare Khristo Botev.

## Compléments